# Johann Heinrich Füssli

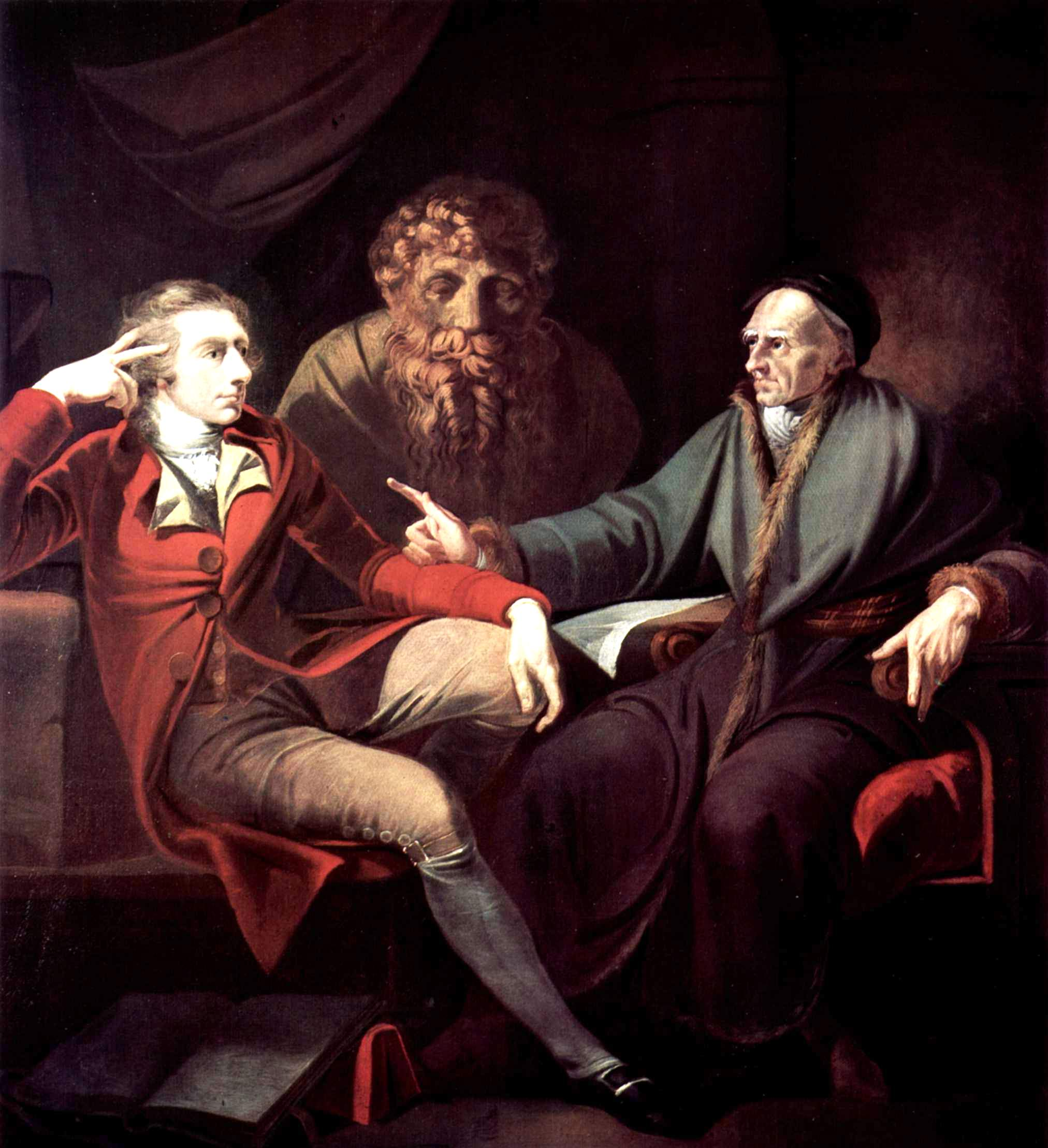
Fuseli i samtal med Johann Jakob Bodmer, 1778–1781.

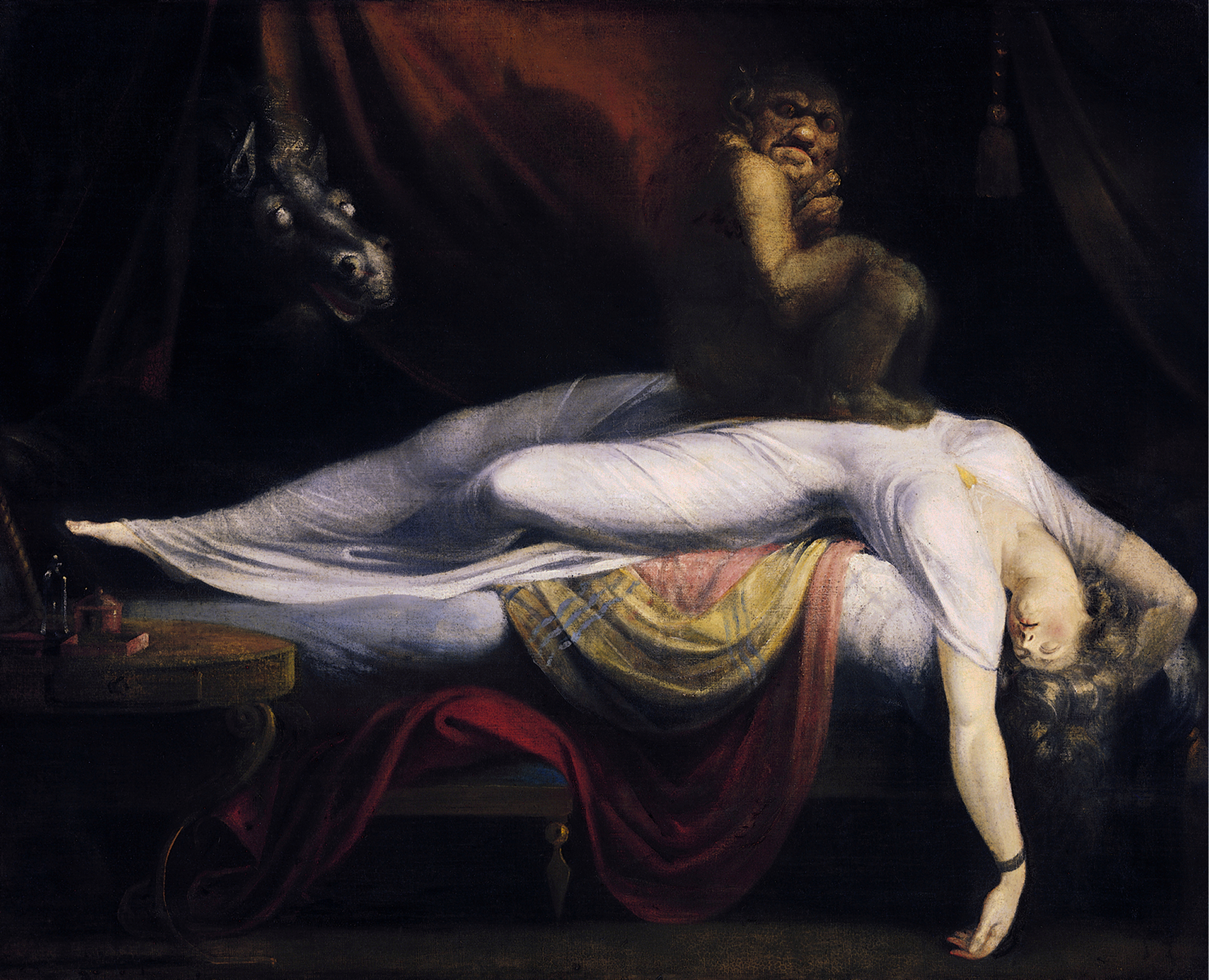
Nattmaran

Johann Heinrich Füssli (den yngre), född 7 februari 1741 i Zürich i Schweiz, död 16 april 1825 i Putney Hill utanför London, var en schweizisk-brittisk bildkonstnär och författare. Han är även känd under sitt engelska namn Henry Fuseli. Füssli är begravd i Sankt Paulskatedralen. Till hans mer kända målningar hör Nattmaran från 1781. Där framställs en kvinna som i sömnen rids av maran som representeras av en demon hopkurad på hennes bröst. Fuseli är också känd för sviter av målningar med anknytning till William Shakespeares och John Miltons diktning.

## Karriär
Fadern Johann Caspar Füssli var porträtt- och landskapsmålare samt författare till en konsthistorisk bok. Johann Heinrich Füssli hade sju syskon, däribland konstnären Hans Rudolf Füssli (den yngste) och entomologen Johann Kaspar Füssli. Füssli studerade teologi och prästvigdes 1761. År 1763 tvingades han, tillsammans med kamraterna Felix Hess och Johann Caspar Lavater, att lämna Zürich, sedan de i en pamflett hade kritiserat Felix Grebel, lantfogde i Grüningen. Tillsammans vistades de först i Vorpommern hos uppenbarelseteologen Johann Joachim Spalding. 1765 kom Füssli till England där han inledningsvis hankade sig fram som skribent. Han lärde 1767 känna Joshua Reynolds som övertygade Füssli att satsa på måleri. Åren 1770–1778 uppehöll sig Füssli i Italien. Där ändrade han efternamnet från Füssli till Fuseli. I Italien mötte han bland andra Johan Tobias Sergel. 
År 1779 återvände Füssli till London. 1788 ingick han och Sophia Rawlins äktenskap. Rawlins hade tidigare varit Füsslis modell. Äktenskapet innebar slutet för ett förhållande mellan Füssli och Mary Wollstonecraft, vars porträtt Füssli hade målat. År 1790 upptogs han i konstakademin Royal Academy efter att ha inlämnat receptionsstycket Tors kamp med Midgårdsormen. 
Konstnärligt arbetade Füssli på uppdrag av Alderman Boydell med målerier till ett William Shakespearegalleri. Han bistod vid den engelska utgivningen av vännen Lavaters arbete om fysiognomik. Füssli hjälpte också William Cowper med den engelska översättningen av Homeros verk. 1799 utnämndes Füssli professor i måleri vid Royal Academy. Samma år ställde Füssli ut 47 målerier inspirerade av John Miltons Det förlorade paradiset. Miltonprojektet blev ett ekonomiskt fiasko.